# Ligularia dictyoneura
Ligularia dictyoneura là một loài thực vật có hoa trong họ Cúc. Loài này được (Franch.) Hand.-Mazz. mô tả khoa học đầu tiên năm 1932.